# La città del vizio
La città del vizio (The Phenix City Story) è un film del 1955 diretto da Phil Karlson.
È un film drammatico a sfondo noir statunitense con John McIntire, Richard Kiley, Kathryn Grant e Edward Andrews. Il film racconta la storia, realmente accaduta nel 1954, dell'assassinio di Albert Patterson, appena eletto procuratore generale dell'Alabama, a Phenix City, una città controllata dalla criminalità organizzata negli anni 50. L'avvenimento provocò l'imposizione della legge marziale sulla città da parte del governo statale. Alcune copie del film vedono una prefazione di 13 minuti in stile cinegiornale con il giornalista Clete Roberts che intervista diversi personaggi inerenti alla storia.
Nel 2019 è stato scelto per la conservazione nel National Film Registry della Biblioteca del Congresso degli Stati Uniti

## Trama
Phoenix City, in Alabama, è una cittadina di soli 25.000 abitanti ma talmente corrotta che le istituzioni possono fare ben poco per fermare le attività criminali di Rhett Tanner, in particolare quelle che si svolgono nel "quartiere a luci rosse", famoso per la prostituzione, i locali malfamati e il gioco d'azzardo. La maggior parte dei poliziotti non prova nemmeno a far rispettare la legge, dato che sono sul libro paga di Tanner.  Albert Patterson è uno stimato avvocato che non vuole farsi coinvolgere e rifiuta sia un'offerta di lavoro da parte del losco Rhett Tanner sia quella di unirsi a un comitato di cittadini che vogliono fermare il crimine ricorrendo a gruppi di vigilanti, pur vedendo come i malviventi non esitino a ricorrere alla violenza per mettere a tacere coloro che chiedono delle riforme in mome della giustizia. Nel frattempo, il figlio di Albert, John, che è stato congedato dal servizio militare, torna a Phenix insieme alla moglie e due figli e  rimane coinvolto in una rissa quando Clem Wilson, un delinquente che lavora per Tanner, insieme ad altri gangster, aggredisce dei cittadini inermi. Quanto accaduto e un paio di omicidi fanno decidere Albert ad accettare di candidarsi come procuratore generale dello stato con il proposito di impegnarsi nel ristabilire la legalità ma, non appena ottenuta la nomina, viene ucciso. Tocca a John vendicare suo padre ma l'impresa si rivela ardua e metterà a rischio anche la sua stessa famiglia.

## Produzione
Il film, diretto da Phil Karlson su una sceneggiatura di Crane Wilbur e Daniel Mainwaring, fu prodotto da Samuel Bischoff e David Diamond per la Allied Artists Pictures e girato a Phenix City, Alabama, marzo ad aprile 1955. I titoli di lavorazione furono Wide Open Town e Phenix City.

## Distribuzione
Il film fu distribuito con il titolo The Phenix City Story negli Stati Uniti dal 14 agosto 1955 al cinema dalla Allied Artists Pictures.
Altre distribuzioni:
- in Giappone il 4 ottobre 1955
- in Belgio il 6 aprile 1956
- in Svezia il 30 luglio 1956 (Ond stad)
- in Finlandia il 2 novembre 1956 (Kaupunki helvetissä)
- in Portogallo il 30 novembre 1956 (Pânico na Cidade)
- in Spagna il 21 aprile 1957 (El imperio del terror)
- in Danimarca il 21 agosto 1957 (Lasternes by)
- in Brasile (Cidade do Vício)
- in Italia (La città del vizio)
- in Germania Ovest (Eine Stadt geht durch die Hölle)

## Critica
Secondo il Morandini "tutto il film è sotto il segno di una violenza fisica ora esplicita, ora latente, ma in angoscioso crescendo".

## Promozione
Le tagline sono:
- ALABAMA'S CITY OF SIN AND SHAME!
- Exposed in LIFE, LOOK and THE SATURDAY EVENING POST! Now the year's greatest screen sensation!